# Buggenum
Buggenum (en limbourgeois Bögkeme) est un village néerlandais situé dans la commune de Leudal, dans la province du Limbourg néerlandais. Le 1er janvier 2007, le village comptait 940 habitants.

## Histoire
Le 1er octobre 1942, la commune de Buggenum perd son indépendance. Elle est alors rattachée à la commune de Haelen.